# Lynred
Lynred est une entreprise française qui fabrique des détecteurs infrarouge pour les applications défense, aérospatiales, industrielles ainsi que grand public. L’entreprise conçoit et fabrique des détecteurs refroidis et des microbolomètres qui couvrent l’ensemble de la bande spectrale (du proche au lointain infrarouge). Elle est la première dans ce domaine en Europe. Son siège est situé à Palaiseau et son centre de recherche et de production se trouve à Veurey-Voroize en Isère. Lynred est une filiale à 50/50 entre Thales et Safran. Elle possède une large gamme de technologies InGaAs et HgCdTe. En 2023, le groupe a réalisé un chiffre d’affaires de 219 millions d’euros, et emploie plus de 1 100 personnes en 2022.

## Historique
Sofradir (Société française de détecteurs infrarouge)  est créée en 1986 par scission du Laboratoire d'électronique des technologies de l'information (CEA-LETI) et avec la participation de Thomson-CSF et Sagem. Le but fut de créer une organisation pour développer et produire des détecteurs infrarouge avec la technologie focal plane array.
Jean Louis Teszner fut à la tête de Sofradir entre 1986 et la fin de l’année 2000 ; son expérience a rapidement fait de Sofradir le plus grand fabricant de produits à base de tellurure de mercure-cadmium (HgCdTe) en Europe grâce à la connaissance transférée du CEA-LETI. Son activité spatiale démarre en 1994 avec le programme Helios II.
En 2000, Philippe Bensussan devient PDG de Sofradir qui développe des détecteurs infrarouge de deuxième et troisième génération. Ces produits sont utilisés pour des applications défense et spatiale. L’année 2000 marque également le début des photodétecteurs infrarouges à puits quantiques permettant la constitution de la filiale ULIS (85% Sofradir, 15% General Electric).
ULIS, filiale de Sofradir, est devenue le deuxième plus grand producteur de capteurs d'images thermiques (technologie microbolomètres).
En 2008, Sofradir agrandit ses usines et achète Electrophysics, renommé Sofradir EC, à Fairfield dans le New Jersey aux États-Unis dans le but de se positionner sur le marché nord américain.
En 2012, Thales et Sagem Défense Sécurité rachètent les parts d’Areva dans Sofradir et deviennent actionnaires à part égale (50/50).
En janvier 2019, Sofradir et sa filiale Ulis confirment leur participation au programme Nano 2022, le volet français du plan européen IPCEI sur la nanoélectronique. Le groupe compte y investir 150 millions d'euros sur cinq ans (2018-2022).
En juin 2019, Sofradir (750 personnes) et Ulis (200 personnes) fusionnent pour créer Lynred (contraction de lynx, un animal connu pour sa grande capacité de vision nocturne, et RED, qui signifie infrarouge). Jean-François Delepau est nommé PDG de Lynred. La filiale américaine, Sofradir EC, devient Lynred USA.
En 2023, Lynred investit 85 millions d’euros dans son nouveau site de production de technologies infrarouges, baptisé Campus, pour répondre à la croissance du marché à la fois militaire et automobile.
En décembre 2023, Hervé Bouaziz est nommé au poste de président de Lynred et Xavier Caillouet, quant à lui, en devient directeur général.
En octobre 2024, Lynred acquiert New Imaging Technologies (Verrières-le-Buisson) pour renforcer son leadership dans les détecteurs infrarouges.

## Activité
Lynred est le premier fournisseur de détecteurs infrarouge mondial à couvrir l’ensemble de la bande spectrale infrarouge (du SWIR au VLWIR) et offrir une gamme de produits dédiés à sept marchés distincts : la défense, l’aérospatial, l’industrie, la sécurité/surveillance, les loisirs, les bâtiments connectés et l’automobile.
Lynred possède aujourd’hui un portefeuille de plus de 400 brevets parmi 114 familles de brevets.
Lynred a été le premier fabricant européen de détecteurs infrarouge (IR) à avoir réalisé des détecteurs déployés dans l'espace (plus de 80 modèles en vol). Lynred continue à produire des produits hautement spécialisés tels que ceux utilisés dans les applications spatiales. La société a équipé des dizaines de programmes spatiaux qui ont volé ou sont encore en vol (Hayabusa, Sentinel-2, précurseur de Sentinel 5, SGLI, Venus Express, ExoMars, PRISMA, TRISHNA, Chaandrayaan...).
Parmi les composants de missiles et drones de l’armée russe qui bombardent l'Ukraine, on retrouve des produits de Lynred deux ans et demi après le début de la guerre,,.